# Пост, Аб
Алберт (Аб) Пост (нидерл. Albert "Ab" Post; родился 11 ноября 1934 года) — нидерландский футболист, завершивший игровую карьеру, выступал на позиции крайнего нападающего за амстердамский «Аякс».

## Биография
В начале 1957 года Алберт Пост попал в основной состав амстердамского «Аякса». Дебют 22-летнего нападающего состоялся 17 февраля в матче чемпионата Нидерландов против МВВ. Аб сыграл на позиции правого крайнего, а его команда на выезде сыграла вничью — 1:1. Пост сыграл и в следующем туре с «Рапидом», появившись во втором тайме вместо Ринуса Михелса.
Помимо футбола, Аб также играл за бейсбольную команду «Аякса».
В 2007 году руководство «Аякса» поздравило Поста с 50-летним юбилеем членства в клубе.